# ППома
ППома — опухоль из ПП-клеток (F-клеток) островков поджелудочной железы, секретирующая панкреатический полипептид (ПП).

## Этиология и патогенез
В основном панкреатический пептид снижает сократительную функцию жёлчного пузыря, повышает тонус общего жёлчного протока и тормозит эндокринную функцию поджелудочной железы.

## Клиника
Как правило, опухоль из F-клеток выявляется случайно при оперативных вмешательствах на желудке, кишечнике, жёлчном пузыре. Единственным её проявлением может быть повышенное содержание панкреатического полипептида в периферической крови.
Имеются наблюдения, когда избыточная секреция панкреатического пептида определяла развитие ульцерогенного (связанного с образованием язв) синдрома или синдрома панкреатической холеры (синдром Вернера — Моррисона). В основном секреция панкреатического пептида способствует образованию других гормонов и является своеобразным маркёром любой островково-клеточной опухоли.